# 그늘진 삼남매
"그늘진 삼남매"는 한국에서 제작된 최영철 감독의 1966년 영화이다. 이경희 등이 주연으로 출연하였고 김태현 등이 제작에 참여하였다.

## 출연

### 주연
- 이경희
- 김석훈
- 김승호
- 주증녀

## 기타
- 조명: 김윤덕
- 미술: 홍성칠